# توم حيلموري
توم حيلموري (بالإنجليزية: Tom Helmore)‏ هو ممثل بريطاني، ولد في 4 يناير 1904 بلندن في المملكة المتحدة، وتوفي في 12 سبتمبر 1995 في الولايات المتحدة.

## أعمال

### أفلام
- (1957) امرأة التصميمات
- (1958) الدوار
- (1960) آلة الزمن

## وصلات خارجية
- توم حيلموري على موقع IMDb (الإنجليزية)
- توم حيلموري على موقع ألو سيني (الفرنسية)
- توم حيلموري على موقع أول موفي (الإنجليزية)
- توم حيلموري على موقع قاعدة بيانات برودواي على الإنترنت (الإنجليزية)
- توم حيلموري على موقع قاعدة بيانات الأفلام السويدية (السويدية)
- توم حيلموري على موقع إن إن دي بي (الإنجليزية)
- توم حيلموري على موقع قاعدة بيانات الفيلم (الإنجليزية)